# Vital Henskens
Frans Vital Henskens (Vertrijk, 1 oktober 1896 – 29 augustus 1969) was een Belgisch senator.

## Levensloop
Henskens was in het onderwijs en beëindigde zijn loopbaan als directeur van de rijksmiddelbareschool van Zaventem.
In 1954 werd hij verkozen tot socialistisch senator voor de provincie Brabant en vervulde dit mandaat tot in 1958 en opnieuw van 1962 tot 1965.